# 野間大坊

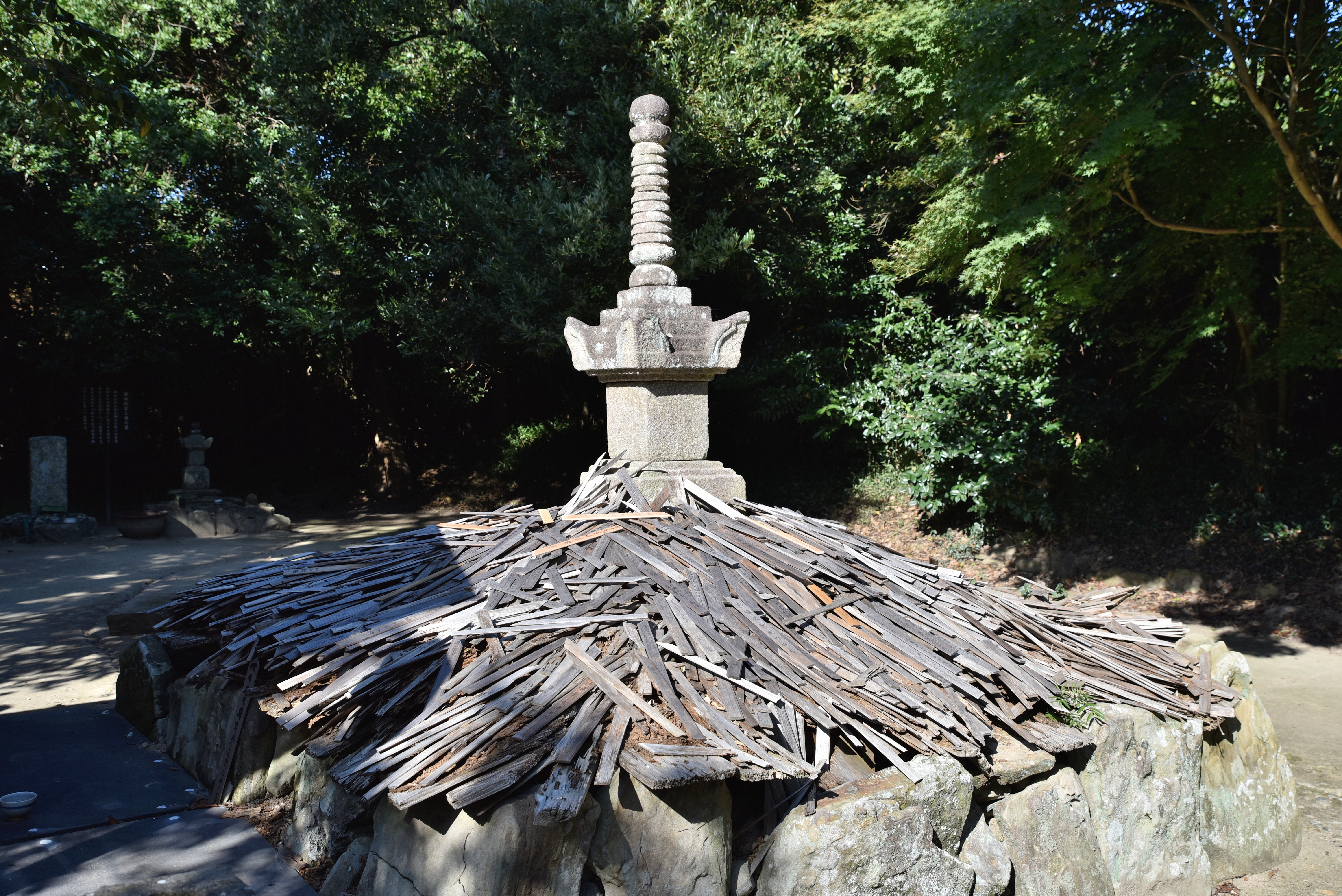
境内にある源義朝の墓。石塔の周りには無数の木刀が供えられている。

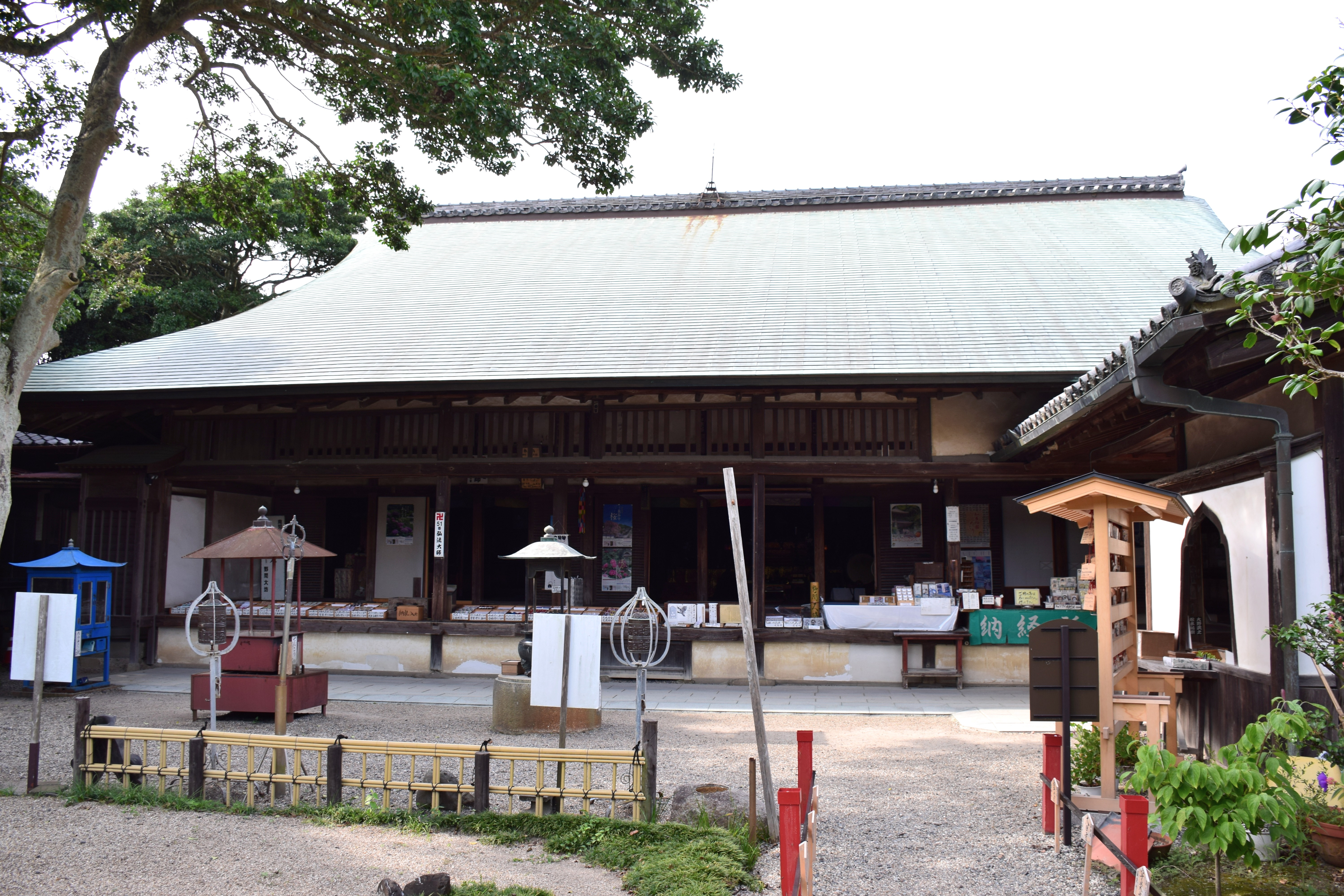
客殿

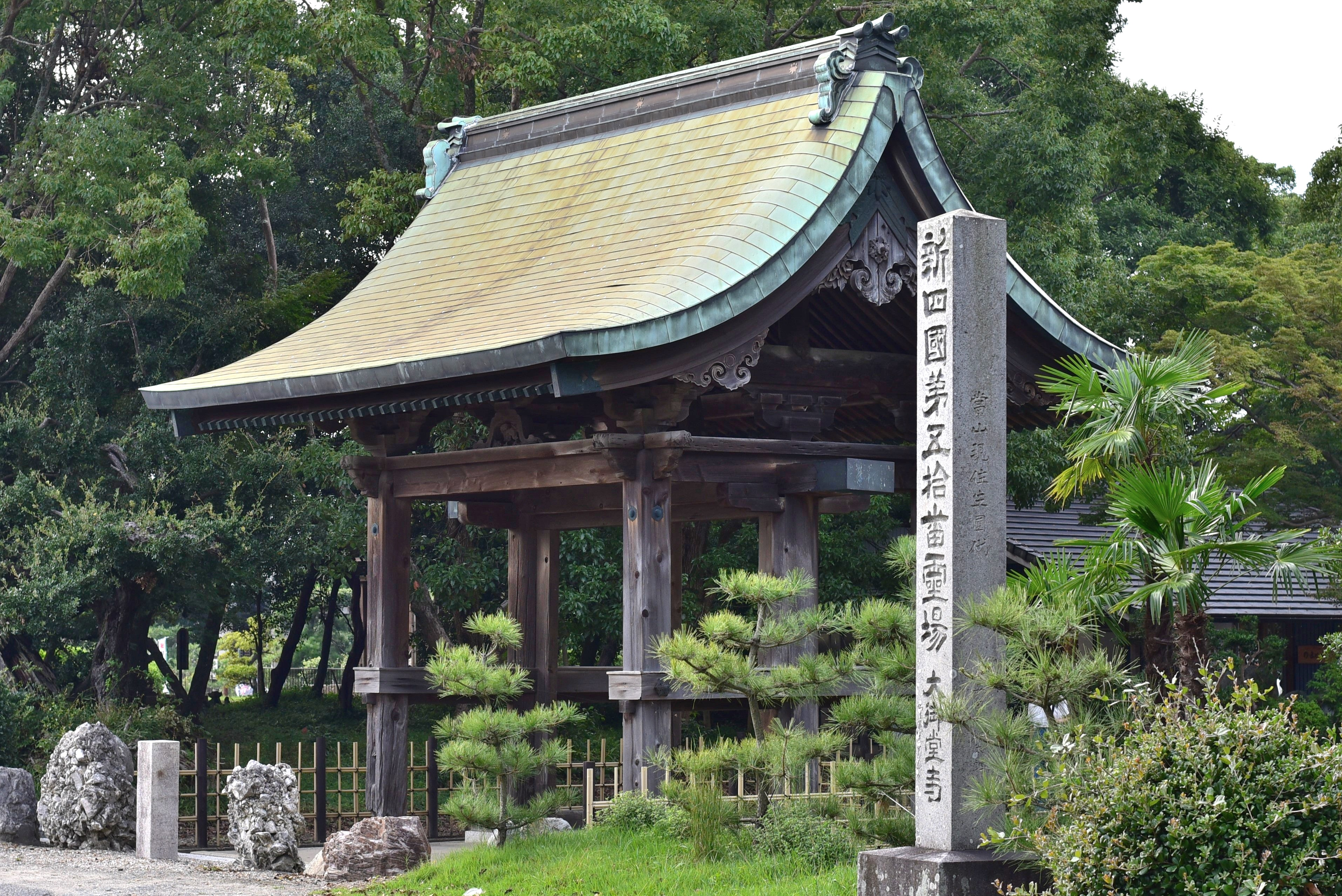
大門

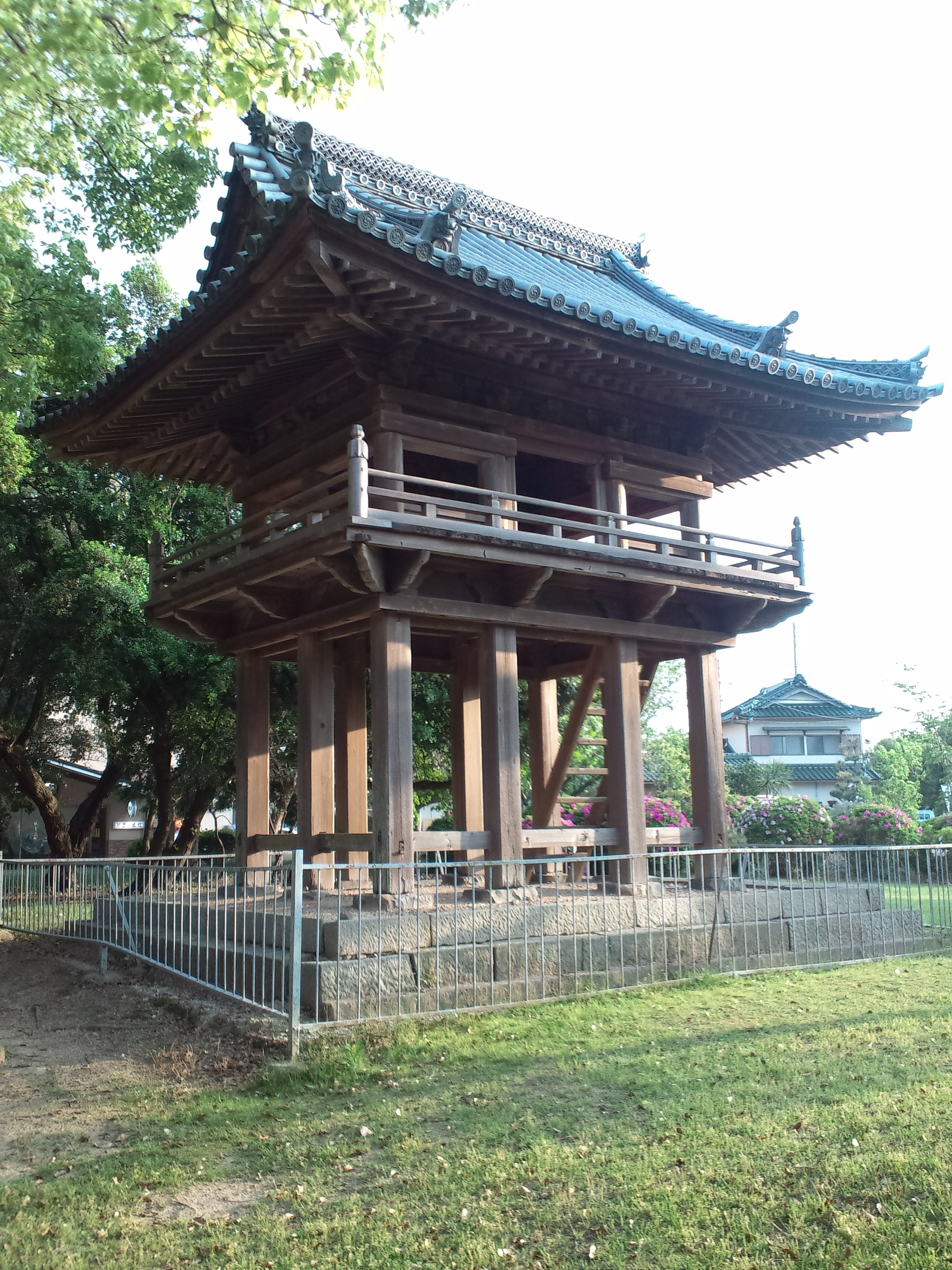
鐘楼堂

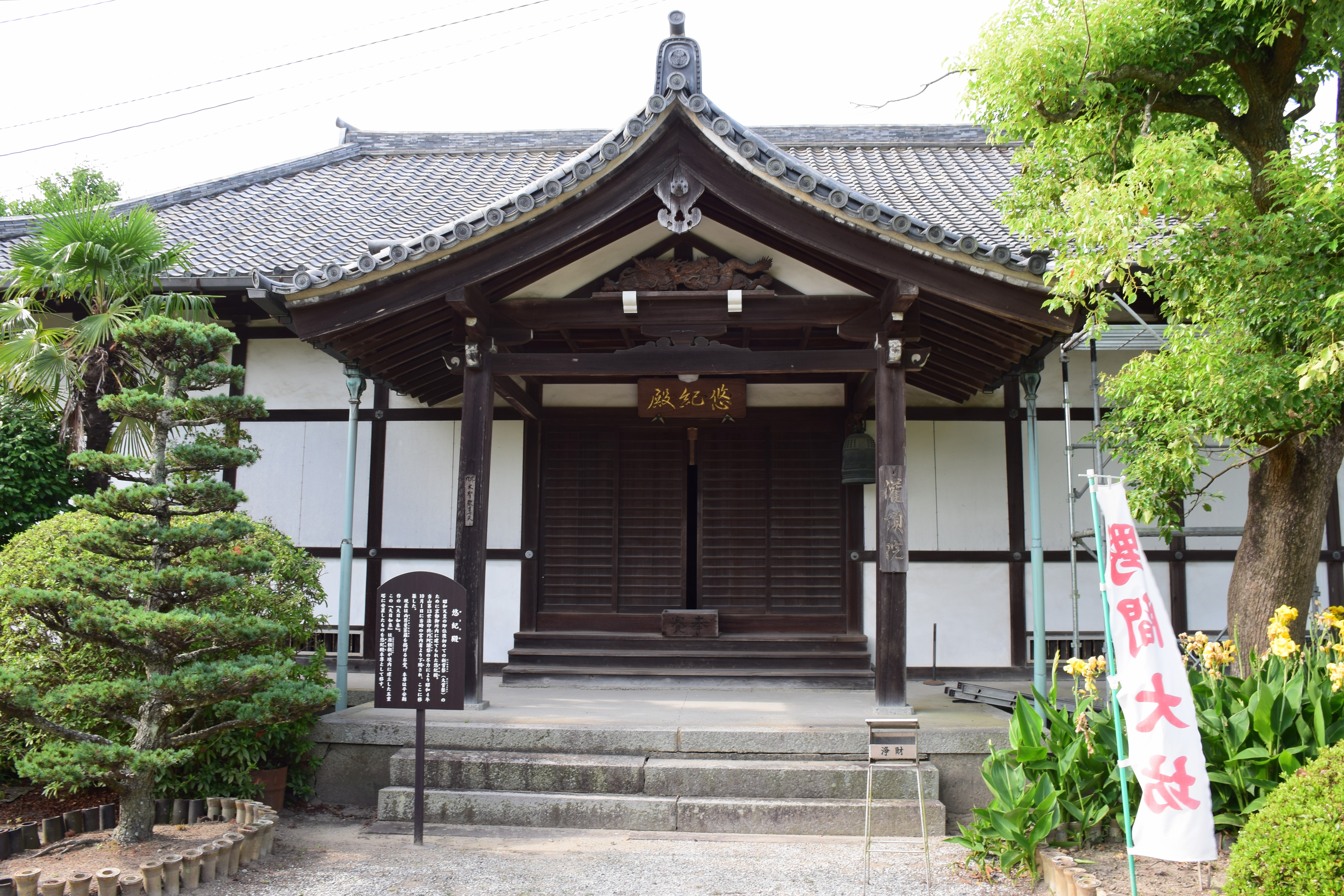
悠紀殿

野間大坊（のまだいぼう）は、愛知県知多郡美浜町にある真言宗豊山派の寺院。本尊は阿弥陀如来。山号は鶴林山。正式には鶴林山無量寿院大御堂寺（かくりんざん むりょうじゅいん おおみどうじ）と称し、宗教法人としての公称は「大御堂寺」である。寺がある美浜町野間は源義朝の最期の地であり、境内には義朝の墓がある。

## 歴史

### 概要
『大御堂寺縁起』には、天武天皇の時代に役小角が建立、聖武天皇の時代に行基により中興されたと伝えられる。その後空海が知多半島を訪れた際に一千座の護摩を炊き庶民の幸福を祈ったといわれる。
寺に伝わる室町時代の天文3年（1534年）の再興勧進帳に記載された縁起によると、承暦年間（1077年～1081年）に白河天皇の勅願寺となり、このとき「大御堂寺」と称せられたという。以上の伝承には確証はなく、創建の正確な時期等は未詳である。
『吾妻鏡』文治2年閏7月22日（1186年9月7日）条には、義朝の墓に関する次のような記述がある。平康頼（『平家物語』の「鹿ケ谷の陰謀」の登場人物として著名）は尾張守として任地にあった時、野間庄にある義朝の墓が、守る人もなく草が生い茂って荒れ果てていたので、小堂を建て、田三十町を寄進し、僧6名を置いて供養に当たらせた。義朝の子である頼朝はこの功績に応え、康頼を阿波国麻殖保（おえのほ）の保司に任じたという。同建久元年10月25日（1190年11月24日）条には、上洛途上の頼朝が、この日、野間庄にある父・義朝の墓に詣でたことが記されている。荒れ果てた墓を想像していた頼朝は、立派な寺が建ち、供養されていることに感心した。寺伝ではこの時に頼朝が父の菩提のためを寄進を行い、伽藍を整備し、自らの守本尊である地蔵菩薩像を安置したという。時代が下ると、豊臣秀吉や徳川家康の庇護を受けてさらに発展、現在に至る。
現在、頼朝が造営させたという大門や、鎌倉幕府5代将軍・藤原頼嗣の寄進による梵鐘などが現存している。梵鐘には建長2年（1250年）の銘があり、国の重要文化財に指定されている。
平成23年（2011年）12月2日に、富山大学の調査により所蔵の来迎阿弥陀像が鎌倉時代の快慶によって作られた可能性があると発表された。

### 源義朝の最期
平治元年（1159年）、平治の乱に敗れて東海道を下ってきた義朝は、随行していた鎌田政清の舅・長田忠致の許に身を寄せるが、忠致・景致父子は平家からの恩賞目当てに湯殿（野間駅の東にある法山寺にあったとされる）で入浴中の義朝を欺し討つ。この時、義朝は「我れに木太刀の一本なりともあれば」と無念を叫んだとされる。
野間大坊にある義朝の廟には、この故事に因んで幅約3センチ、長さ約40センチの木刀が山のように供えられている。また境内には義朝の首を洗ったとされる「血の池」があり、国に異変があると、池の水が赤く染まると言う伝説がある。

## 伽藍
境内東寄りに大門、その正面に本堂があり、境内西寄りに客殿（本殿とも）がある。知多四国霊場の札所としては、本堂が「大御堂寺」（50番札所）、客殿（本殿）が「野間大坊」（51番札所）とされている。
- 本堂 - 入母屋造、瓦葺き。宝暦4年（1754年）建立。本尊は阿弥陀三尊。
- 客殿 - 入母屋造銅板葺き。平面は方丈形式。江戸時代初期の建立。頼朝の念持仏と伝えられる地蔵菩薩像「延命地蔵」を安置する。
- 大門 - 頼朝創建の伝承をもつ。
- 鐘楼堂
- 悠紀殿 - 昭和天皇即位後、初めて行われた新嘗祭のために京都御所内に建てられたもの。昭和4年（1929年）に移築。本尊は源頼朝ゆかりの大日如来。

## 文化財
境内には義朝の墓のほか、義朝の家臣・政清夫妻の供養塔、寺を整備した平康頼の供養塔があり、豊臣秀吉に敗れて当寺で自害した織田信孝の墓もある。

### 重要文化財
- 梵鐘[2] - 建長2年（1250年）、鎌倉幕府5代将軍・藤原頼嗣が寄進。
- 絹本着色義朝最期図・頼朝先考供養図[3] - 江戸時代。「義朝公最期」の絵解きに使われた絵で、狩野探幽または周辺の画家の作。

### 愛知県指定文化財
- 伽藍 附 棟札3枚及び棟札箱1点[注釈 1] - 令和7年（2025年）1月28日指定。
  - 本堂[5]
  - 客殿[5]
  - 鐘楼堂[5]
  - 大門[5]
- 木造阿弥陀如来坐像[6] - 本堂の本尊である阿弥陀三尊のうちの中尊。平安時代後期の作とみられる。
- 木造阿弥陀如来立像[7] - 客殿に安置されている。上記「概要」節の通り、快慶によって作られた（もしくは、快慶が深く関与した工房作品）と考えられている。令和4年（2022年）1月28日指定[8]。
- 覚禅鈔[9]
- 錫杖[10]
- 算額[11] - 明和8年（1771年）榎本章清、奉納（有形民俗文化財）。
- 史跡大御堂寺[12]（史跡）

### 美浜町指定文化財
- 木造観音菩薩立像・木造勢至菩薩立像[13] - 本堂の本尊である阿弥陀三尊のうちの脇侍。本尊の阿弥陀如来坐像と同様、平安時代後期の作とみられる。

## 札所
- 知多四国霊場の50・51番札所。なお、大御堂寺（阿弥陀如来）が50番、野間大坊（地蔵菩薩）が51番とされており、同じ境内に2つの札所が存在する。
- 尾張三十三観音霊場の8番札所。

## 所在地
- 愛知県知多郡美浜町大字野間字東畠ヶ50番地

## 交通アクセス
- 名鉄知多新線 野間駅から徒歩で約8分。